# Chata pri Popradskom plese
Le Chata pri Popradskom plese se trouve dans les Hautes Tatras (Carpates occidentales) près du lac de Popradské pleso dont il porte le nom. Il est situé à 1 494 mètres d'altitude.

## Histoire
Un premier refuge a été construit en bois en 1879. En 1881, il est remplacé par une construction en pierre détruite par un incendie en 1890. Un troisième refuge fut reconstruit en 1892 et fut lui-même remplacé par un bâtiment plus grand en 1961.